# Chu thư
| Nhị thập tứ sử | Nhị thập tứ sử | Nhị thập tứ sử              | Nhị thập tứ sử |
| -------------- | -------------- | --------------------------- | -------------- |
| STT            | Tên sách       | Tác giả                     | Số quyển       |
| 1              | Sử ký          | Tư Mã Thiên                 | 130            |
| 2              | Hán thư        | Ban Cố                      | 100            |
| 3              | Hậu Hán thư    | Phạm Diệp                   | 120            |
| 4              | Tam quốc chí   | Trần Thọ                    | 65             |
| 5              | Tấn thư        | Phòng Huyền Linh (chủ biên) | 130            |
| 6              | Tống thư       | Thẩm Ước                    | 100            |
| 7              | Nam Tề thư     | Tiêu Tử Hiển                | 59             |
| 8              | Lương thư      | Diêu Tư Liêm                | 56             |
| 9              | Trần thư       | Diêu Tư Liêm                | 36             |
| 10             | Ngụy thư       | Ngụy Thâu                   | 114            |
| 11             | Bắc Tề thư     | Lý Bách Dược                | 50             |
| 12             | Chu thư        | Lệnh Hồ Đức Phân (chủ biên) | 50             |
| 13             | Tùy thư        | Ngụy Trưng (chủ biên)       | 85             |
| 14             | Nam sử         | Lý Diên Thọ                 | 80             |
| 15             | Bắc sử         | Lý Diên Thọ                 | 100            |
| 16             | Cựu Đường thư  | Lưu Hú (chủ biên)           | 200            |
| 17             | Tân Đường thư  | Âu Dương Tu, Tống Kỳ        | 225            |
| 18             | Cựu Ngũ Đại sử | Tiết Cư Chính (chủ biên)    | 150            |
| 19             | Tân Ngũ Đại sử | Âu Dương Tu (chủ biên)      | 74             |
| 20             | Tống sử        | Thoát Thoát (chủ biên)      | 496            |
| 21             | Liêu sử        | Thoát Thoát (chủ biên)      | 116            |
| 22             | Kim sử         | Thoát Thoát (chủ biên)      | 135            |
| 23             | Nguyên sử      | Tống Liêm (chủ biên)        | 210            |
| 24             | Minh sử        | Trương Đình Ngọc (chủ biên) | 332            |
| -              | Tân Nguyên sử  | Kha Thiệu Mân (chủ biên)    | 257            |
| -              | Thanh sử cảo   | Triệu Nhĩ Tốn (chủ biên)    | 529            |

Chu thư hay còn gọi là Bắc Chu thư hoặc Hậu Chu thư (chữ Hán giản thể: 周书; phồn thể: 周書) là một sách lịch sử theo thể kỷ truyện trong 24 sách lịch sử Trung Quốc (Nhị thập tứ sử) do Lệnh Hồ Đức Phân đời Đường làm chủ biên, cùng Sầm Văn Bản và Thôi Nhân Sư tham gia viết và biên soạn chung vào năm Trinh Quán thứ 3 (năm 629), đến năm Trinh Quán thứ 10 (năm 636) thì hoàn thành.
Tổng cộng có 50 quyển, bao gồm Bản kỷ 8 quyển, Liệt truyện 42 quyển, không có Chí, Biểu, sách ghi chép lịch sử hưng thịnh và suy vong của Tây Ngụy và Bắc Chu thời Nam Bắc triều.

## Mục lục

### Đế kỉ
- Đế kỷ 1 - Văn Đế thượng
- Đế kỷ 2 - Văn Đế hạ
- Đế kỷ 3 - Hiếu Mẫn Đế
- Đế kỷ 4 - Minh Đế
- Đế kỷ 5 - Vũ Đế thượng
- Đế kỷ 6 - Vũ Đế hạ
- Đế kỷ 7 - Tuyên Đế
- Đế kỷ 8 - Tĩnh Đế

### Liệt truyện
- Liệt truyện 1 Hoàng hậu truyện - Văn Đế Nguyên Hoàng hậu, Sất Nô Hoàng hậu, Hiếu Mẫn Đế Nguyên Hoàng hậu, Minh Đế Độc Cô Hoàng hậu, Vũ Đế A Sử Na Hoàng hậu, Lý Hoàng hậu, Tuyên Đế Dương Hoàng hậu, Chu Hoàng hậu, Trần Hoàng hậu, Nguyên Hoàng hậu, Úy Trì Hoàng hậu, Tĩnh Đế Tư Mã Hoàng hậu
- Liệt truyện 2 - Thiệu Huệ Công Hạo, Kỉ Giản Công Liên, Cử Trang Công Lạc Sinh, Ngu Quốc Công Trọng truyện
- Liệt truyện 3 - Tấn Đãng Công Hộ truyện
- Liệt truyện 4 - Tề Dương Vương Hiến truyện
- Liệt truyện 5 - Văn Mẫn Minh Vũ Tuyên chư tử truyện
- Liệt truyện 6 - Hạ Bạt Thắng, Hạ Bạt Duẫn, Hạ Bạt Nhạc, Hầu Mạc Trần Duyệt, Niệm Hiền truyện
- Liệt truyện 7 - Khấu Lạc, Lý Bật, Lý Huy, Lý Diệu, Vu Cẩn truyện
- Liệt truyện 8 - Triệu Quý, Độc Cô Tín, Hầu Mạc Trần Sùng truyện
- Liệt truyện 9 - Lương Ngữ, Nhược Kiền Huệ, Di Phong, Lưu Lượng, Vương Đức truyện
- Liệt truyện 10 - Vương Bi, Vương Khánh Viễn, Vương Thuật, Vương Tư Chính truyện
- Liệt truyện 11 - Đạt Hề Vũ, Hầu Mạc Trần Thuận, Đậu Lư Ninh, Đậu Lư Vĩnh Ân, Vũ Văn Quý, Dương Trung, Vương Hùng truyện
- Liệt truyện 12 - Vương Minh, Vương Lệ, Vương Mậu, Hạ Lan Tường, Úy Trì Cương, Sất Liệt Phục Quy, Diêm Khánh truyện
- Liệt truyện 13 - Úy Trì Huýnh, Vương Khiêm, Tư Mã Tiêu Nan truyện
- Liệt truyện 14 - Chu Huệ Đạt, Dương Khoan, Dương Quân, Liễu Khánh, Liễu Cơ, Liễu Hoằng truyện
- Liệt truyện 15 - Tô Xước truyện
- Liệt truyện 16 - Lư Biện truyện
- Liệt truyện 17 - Lý Hiền truyện
- Liệt truyện 18 - Trường Tôn Kiệm, Trường Tôn Thiệu Viễn, Hộc Tư Trưng truyện
- Liệt truyện 19 - Hách Liên Đạt, Hàn Quả, Thái Hữu, Thường Thiện, Tân Uy, Xá Địch Xương, Điền Hoằng, Lương Xuân, Lương Đài, Vũ Văn Trắc truyện
- Liệt truyện 20 - Sử Ninh, Lục Đằng, Hạ Nhược Đôn, Quyền Cảnh Tuyên truyện
- Liệt truyện 21 - Vương Kiệt, Vương Dũng, Vũ Văn Cầu, Vũ Văn Thịnh, Cảnh Hào, Cao Lâm, Lý Hòa, Y Lâu Mục, Dương Thiệu, Vương Nhã, Đạt Hề Tẩm, Lưu Hùng, Hầu Thực truyện
- Liệt truyện 22 - Đậu Sí, Đậu Thiện, Vu Dực truyện
- Liệt truyện 23 - Vy Hiếu Khoan, Vy Quýnh, Lương Sĩ Ngạn truyện
- Liệt truyện 24 - Thân Huy, Lục Thông, Liễu Mẫn, Lư Nhu, Đường Cẩn truyện
- Liệt truyện 25 - Xá Địch Trĩ, Dương Tiến, Triệu Cương, Vương Khánh, Triệu Sưởng, Vương Duyệt, Triệu Văn Biểu truyện
- Liệt truyện 26 - Triệu Thiện, Nguyên Định, Dương Phiếu, Bùi Khoan, Dương Phu truyện
- Liệt truyện 27 - Trịnh Hiếu Mục, Thôi Khiêm, Thôi Du, Bùi Hiệp, Tiết Đoan, Tiết Thiện truyện
- Liệt truyện 28 - Trịnh Vỹ, Dương Toản, Đoạn Vĩnh, Vương Sĩ Lương, Thôi Ngạn Mục, Lệnh Hồ Chỉnh, Tư Mã Duệ, Bùi Quả truyện
- Liệt truyện 29 - Khấu Tuấn, Hàn Bao, Triệu Túc, Từ Chiêu, Trương Quỹ, Lý Ngạn, Quách Ngạn, Bùi Văn Cử truyện
- Liệt truyện 30 - Tô Lượng, Liễu Cầu, Lữ Tư Lễ, Tiết Đăng, Tiết Chân, Lý Sưởng, Nguyên Vỹ truyện
- Liệt truyện 31 - Vy Thiến, Lương Hân, Hoàng Phủ Phan, Tân Khánh Chi, Vương Tử Trực, Đỗ Cảo truyện
- Liệt truyện 32 - Úy Trì Vận, Vương Quỹ, Vũ Văn Thần Cử, Vũ Văn Hiếu Bá, Nhan Chi Nghi truyện
- Liệt truyện 33 - Vương Bao, Dữu Tín truyện
- Liệt truyện 34 - Tiêu Huy, Tiêu Thế Di, Tiêu Viên Túc, Tiêu Đại Viên, Tông Lẫm, Lưu Phan, Liễu Hà truyện
- Liệt truyện 35 - Lý Duyên Tôn, Vy Hữu, Hàn Hùng, Trần Hãn, Ngụy Huyền truyện
- Liệt truyện 36 - Tuyền Xí, Lý Thiên Triết, Dương Kiền Vận, Phù Mãnh, Dương Hùng, Tịch Cố, Nhâm Quả truyện
- Liệt truyện 37 Nho lâm truyện - Lư Đản, Lư Quang, Thẩm Trọng, Phàn Thâm, Hùng An Sinh, Nhạc Tốn
- Liệt truyện 38 Hiếu nghĩa truyện - Lý Đường, Liễu Cối, Đỗ Thúc Bì, Kinh Khả, Tần Tộc, Hoàng Phủ Hà, Trương Nguyên
- Liệt truyện 39 Nghệ thuật truyện - Ký Tuấn, Tương Thăng, Diêu Tăng Viên, Lê Cảnh Hy, Triệu Văn Thâm, Chử Cai
- Liệt truyện 40 - Tiêu Sát truyện
- Liệt truyện 41 Dị vực truyện thượng - Cao Ly, Bách Tế, Man, Lão, Đãng Xương, Đặng Chí, Bạch Lan, Đê, Kê Hồ, Khố Mạc Hề
- Liệt truyện 42 Dị vực truyện hạ - Đột Quyết, Thổ Cốc Hồn, Cao Xương, Thiện Thiện, Yên Kỳ, Quy Từ, Vu Điền, Thát Đát, Túc Đặc, An Tức, Ba Tư